# Rictor Norton

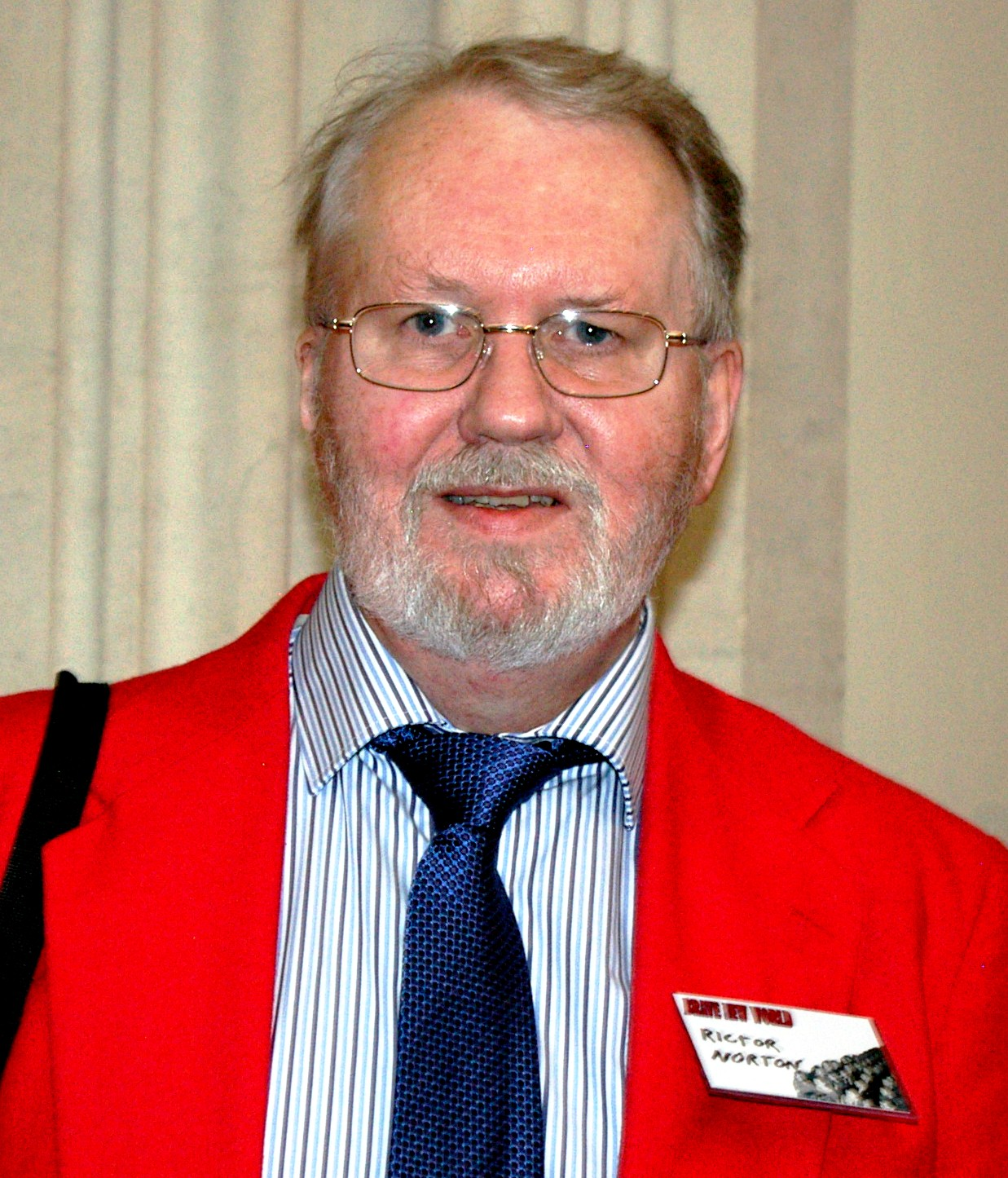
Rictor Norton (2008)

Rictor Norton (* 25. Juni 1945 in Friendship, New York) ist ein US-amerikanischer Historiker und Autor.

## Leben
Norton studierte am Florida Southern College und an der Florida State University Geschichte. Er wurde 1972 über eine Studie zu homosexuellen Themen in der englischen Renaissanceliteratur promoviert. Seien Dissertation bildete die Grundlage für das Werk The Homosexual Literary Tradition. Er lehrte er an der Florida State University und war von 1971 bis 1972 Mitglied der Organisation Gay Liberation Front. 1973 zog Norton nach London. In England schrieb er in den folgenden Jahrzehnten als Sachbuchautor mehrere Bücher über LSBTI-Themen. Von 1974 bis 1978 schrieb er für das Magazin Gay News sowie Artikel für die Magazine Gay Sunshine, The Advocate und Gay Times. Seit 2005 ist Norton mit seinem langjährigen Lebensgefährten verpartnert.

## Werke (Auswahl)

### Bücher
- The Homosexual Literary Tradition: An Interpretation. Revisionist Press, New York 1974
- Mother Clap’s Molly House: The Gay Subculture in England, 1700–1830. Gay Men’s Press, London 1992
- The Myth of the Modern Homosexual: Queer History and the Search for Cultural Unity. Cassell, London 1997
- My Dear Boy: Gay Love Letters through the Centuries. Leyland Publications, San Francisco 1998, ISBN 0-943595-71-1
- Mistress of Udolpho: The Life of Ann Radcliffe. Leicester University Press, London 1999
- Gothic Readings: The First Wave, 1764–1840. Leicester University Press, London 2000
- Sex Doctors and Sex Crimes. Band 5 der Eighteenth-Century British Erotica Part I
- Sodomites, Mollies, Sapphists & Tommies. Band 5 der Eighteenth-Century British Erotica Part II

### Essays
- Gay London in the 1720s; Ganymede Raped – The Critic as Censor; Reflections on the Gay Movement; The Passions of Michelangelo; Hard Gemlike Flame: Walter Pater and His Circle; The Historical Roots of Homophobia, Ed. Winston Leyland, San Francisco: Gay Sunshine Press, Band I, 1991; Band II, 1993